# Ленсовет
Ленинградский городской Совет (Ленсовет) (Ленинградский городской Совет депутатов  трудящихся) — высший орган власти на территории Ленинграда.

## История

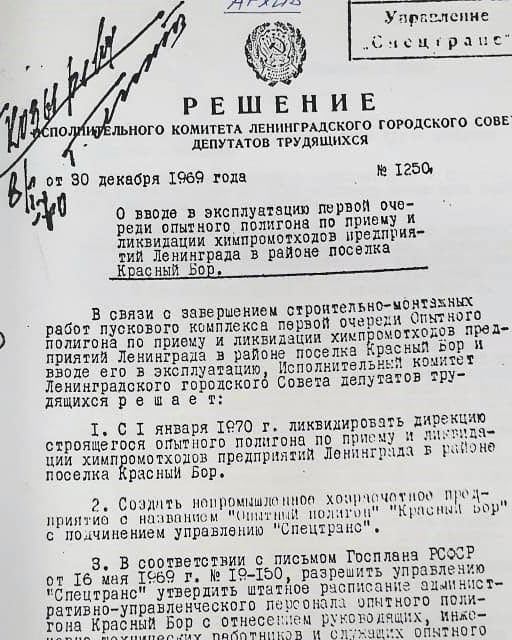
Решение Исполкома Ленинградского городского Совета народных депутатов о создании «Опытного полигона Красный Бор», 1969 год

Ленсовет ведет историю от Петроградского Совета рабочих и солдатских депутатов, который был образован 27 февраля 1917 года во время Февральской революции как орган революционной власти.
2 августа 1920 года X съезд Советов Петроградской губернии принял решение о слиянии исполкома Петросовета и губернского исполкома. Петросовет продолжал свою работу как высший орган власти в городе. Высшим органом исполнительной власти и в городе, и в губернии являлся губисполком, который в период между губернскими съездами Советов подчинялся Петросовету.
По решению II Всесоюзного съезда Советов от 26 января 1924 года, Петроград был переименован в Ленинград, и Петросовет стал именоваться Ленинградским Советом рабочих, крестьянских и красноармейских депутатов (Ленсоветом).
Согласно постановлению ВЦИК и СНК РСФСР «Об образовании Ленинградской области» от 1 августа 1927 г., Ленинградская губерния была ликвидирована, губернский исполком передал свои функции областному исполкому, которому подчинялся президиум Ленсовета.
В соответствии с постановлением ЦК ВКП(б) и СНК СССР от 3 декабря 1931 г. Ленинград был выделен в самостоятельный административно-хозяйственный центр со своим бюджетом.
В декабре 1939 г. состоялись выборы советских органов власти согласно Конституции СССР, принятой 5 декабря 1936 г. После выборов Ленсовет стал называться Ленинградским городским Советом депутатов трудящихся (Ленгорсоветом).
С началом Великой Отечественной войны был фактически подчинён Военному совету Ленинградского фронта, занимался организацией оборонительного строительства на подступах к Ленинграду, переводом промышленности на производство оружия и т. д. Весной 1942 года Ленсовет организовал санитарную очистку города после первой блокадной зимы.
В мае 1944 года сессия Ленсовета приняла план восстановления городского хозяйства. Во 2-й половине 1940-х — начале 1950-х годов основные усилия Ленсовета были сосредоточены на восстановлении города.
Согласно Конституции СССР 1977 года, Ленгорсовет депутатов трудящихся стал называться Ленгорсоветом народных депутатов.
В связи с указом Президиума Верховного Совета РСФСР от 6 сентября 1991 года о возвращении Ленинграду наименования Санкт-Петербург 30 сентября 1991 года горсовет переименовался в Санкт-Петербургский городской Совет народных депутатов (Петросовет).
В соответствии с Указами Президента Российской Федерации «О поэтапной конституционной реформе в Российской Федерации» от 21 сентября 1993 г. и «О реформе представительных органов власти местного самоуправления в Российской Федерации» от 9 октября 1993 г., и с пунктом 2 Указа Президента Российской Федерации "О реформе органов государственной власти г. Санкт-Петербурга" от 21 декабря 1993 г. № 2252 о прекращении полномочий Санкт-Петербургского городского Совета народных депутатов и его депутатов сессия городского Совета 22 декабря 1993 г.  приняла решение о прекращении деятельности Совета и передаче функций Санкт-Петербургскому Городскому (Законодательному) собранию.

## Работа Ленсовета 21-го созыва

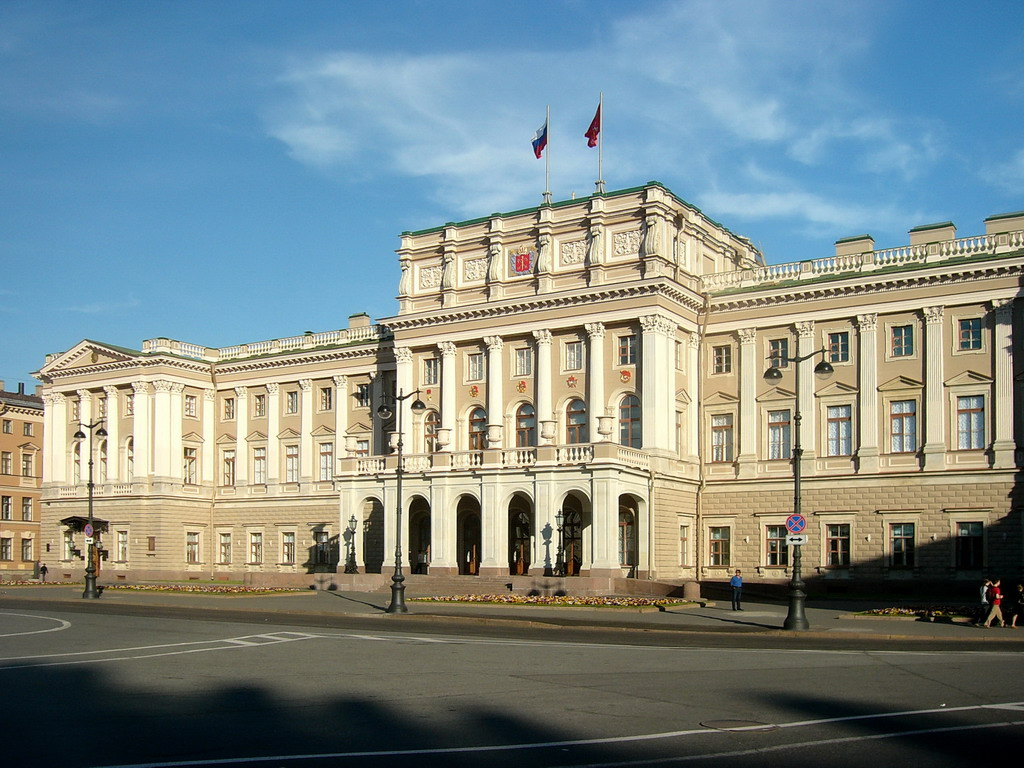
Мариинский дворец (в 1991 году — здание Ленсовета).

Избранный в результате прямых выборов, проходивших в два тура, 4 и 18 марта 1990 г., Ленсовет 21-го созыва стал первым на территории РСФСР органом представительной власти, где участники блока демократических сил «Демократических выборы — 90» имели абсолютное большинство — примерно 2/3 в 400-местном Совете. Около 120 депутатов Ленсовета представляли Ленинградский народный фронт — самую массовую неформальную политическую организацию на территории России в 1989-90 гг. В течение последующих трех с половиной лет горсовет определял жизнь северной столицы России. В частности, он сыграл важную роль в организации сопротивления ГКЧП во время Августовского путча 1991 года.

## Место расположения
С февраля 1917 года Петросовет размещался в Таврическом дворце, с августа 1917 года в Смольном.
С 1945 года Ленсовет располагался в Мариинском дворце.

## Председатели Исполкома Петросовета (Ленсовета)/Ленгорисполкома
- Лев Давидович Троцкий (25 октября — 11 декабря 1917)
- Григорий Евсеевич Зиновьев (13 декабря 1917 — 26 марта 1926)
- Николай Павлович Комаров (26 марта 1926 — 10 января 1930)
- Иван Фёдорович Кодацкий (10 января 1930 — февраль 1937)
- Василий Иванович Шестаков (февраль — 27 сентября 1937)
- Алексей Николаевич Петровский (27 сентября 1937 — октябрь 1938)
- Алексей Николаевич Косыгин (октябрь 1938 — 2 февраля 1939)
- Пётр Сергеевич Попков (2 февраля 1939 — 5 июля 1946)
- Пётр Георгиевич Лазутин (5 июля 1946 — 17 июня 1949)
- Андрей Александрович Кузнецов (17 июня 1949 — 18 июля 1950)
- Пётр Фёдорович Ладанов (18 июля 1950 — июнь 1954)
- Николай Иванович Смирнов (июнь 1954 — 17 июня 1962)
- Василий Яковлевич Исаев (июнь 1962 — 13 августа 1966)
- Александр Александрович Сизов (13 августа 1966 — 26 декабря 1972)
- Василий Иванович Казаков (8 января 1973 — 7 июня 1976)
- Лев Николаевич Зайков (7 июня 1976 — 21 июня 1983)
- Владимир Яковлевич Ходырев (21 июня 1983 — 3 апреля 1990)
- Александр Александрович Щелканов (18 июня 1990 — 12 июня 1991)

## Председатели Ленсовета
До 1990 года должность председателя Ленсовета не была отделена от должности председателя Ленгорисполкома.
- А. А. Собчак (1990—1991)
- А. Н. Беляев (1991—1993)

## Названы в честь Ленсовета
- улица Ленсовета (с 20 декабря 1955 года)
- Ленсоветовский (с 1968 года; изначально — совхоз, в настоящее время — территориальная зона в Пушкинском районе Санкт-Петербурга)
- Ленинградский академический театр имени Ленсовета (с 1953 года)
- Дворец культуры имени Ленсовета (с 1960 года, бывший ДК Промкооперации)
- Ленинградский технологический институт имени Ленсовета (с 1924 года по 11 февраля 1992 года; ныне — Санкт-Петербургский государственный технологический институт)
- Ленинградское высшее военное инженерное училище связи (в 1979—1991 годах)
- Невский Краснознамённый спасательный центр МЧС России имени Ленсовета